# 최고전쟁지도회의
최고전쟁지도회의(最高戦争指導会議)는 고이소 내각이 성립된 직후인 1944년 8월에 기존의 대본영 정부 연락 회의를 개칭하여 설치된 회의이다.
1944년 8월 4일, 대본영 정부 연락 회의에서 설치가 결정되었다. 설치 목적은 전쟁 지휘의 기본 방침을 정하고, 정부와 통수부 사이의 연락 조정을 이전 이상으로 강화하고, 중앙집중식 전쟁 지휘를 하고자 함이었다. 그러나 통수부는 정부의 작전 지휘 개입을 거부하였고, 중앙집중식 지휘는 실현되지 못했다. 태평양 전쟁에서 항복성명을 내고 1주일 후인 1945년 8월 22일에 폐지되었다.

## 구성원
- 총리
- 외무대신
- 육군장관
- 해군장관
- 참모총장
- 군령부 총장

필요에 따라 다른 국무장관과 참모 차장 · 군령부 차장을 참석시킬 수 있었다. 또한 중요한 안건을 심의할 때는 천황의 참석을 요청했다.(어전에서 개최하는 최고 전쟁지도 회의(어전회의)라는 명칭으로 개최)
기타 간사(내각 서기관장, 내각 종합계획국장과 육해군 양성의 군무국장이 맡았다)와 간사보좌가 참석했다.

## 회의의 위상
이 회의는 정부와 통수부의 합의에 의해 만들어진 것이며, 국무회의처럼 법적으로 규정된 조직은 아니었다. 따라서 그 결정 사항을 내각의 결정과 같은 법적인 효력은 없었지만, 회의 구성원이 결정한 사항을 본회의(총리를 내각 수반으로 하고, 수륙 양 총장이 통수권자라는 입장)에서 충실히 수행하자는 합의 효과는 있었다.
위에서 언급한 것처럼 이 회의는 전쟁을 지휘하는 기본 방침을 세우기 위해 만들어진 조직이었지만, 실제 회의에서는 간사보좌의 군 참모(영관급)가 작성하여 기안한 강경한 원안을 심의하고, 추인하는 경향이 있었다. 1945년 4월 취임한 이후 종전협상을 위한 활동을 시작한 도고 시게노리 외무장관은 상위 6명만 허심탄회하게 의견을 교환할 수 있는 회의를 제안하였다. 그리하여 다른 5명도 이에 동참하여 회의 내용을 참석자 외에는 비밀로 하는 ‘최고전쟁지도회의 구성원 회의’가 개최되게 된다. 이 회의는 5월 11일에 첫 모임을 갖게 되었다. 최고전쟁지도회의 자체가 법적인 근거를 가지고 있지 않았기 때문에 이 회의도 비공식적이었지만, 그 종전을 향한 움직임 속에서 중요한 의사 결정기구가 되었다.